# Anti-haïtianisme
 (décembre 2023).
- Si vous ne connaissez pas le sujet, laissez ce bandeau (vous pouvez alors contacter les auteurs).
- Si vous supprimez le contenu mis en cause (vous pouvez préalablement contacter les auteurs),

argumentez précisément cette suppression dans la page de discussion
(un manque de référence n'est pas un argument ; une recherche réelle de référence doit avoir été effectuée, être formellement documentée).
 (décembre 2023).
La mise en forme du texte ne suit pas les recommandations de Wikipédia : il faut le « wikifier ».
Les points d'amélioration suivants sont les cas les plus fréquents :
- Les titres sont pré-formatés par le logiciel. Ils ne sont ni en capitales, ni en gras.
- Le texte ne doit pas être écrit en capitales (les noms de famille non plus), ni en gras, ni en italique, ni en « petit »…
- Le gras n'est utilisé que pour surligner le titre de l'article dans l'introduction, une seule fois.
- L'italique est rarement utilisé : mots en langue étrangère, titres d'œuvres, noms de bateaux, etc.
- Les citations ne sont pas en italique mais en corps de texte normal. Elles sont entourées par des guillemets français : « et ».
- Les listes à puces sont à éviter, des paragraphes rédigés étant largement préférés. Les tableaux sont à réserver à la présentation de données structurées (résultats, etc.).
- Les appels de note de bas de page (petits chiffres en exposant, introduits par l'outil «  Source ») sont à placer entre la fin de phrase et le point final[comme ça].
- Les liens internes (vers d'autres articles de Wikipédia) sont à choisir avec parcimonie. Créez des liens vers des articles approfondissant le sujet. Les termes génériques sans rapport avec le sujet sont à éviter, ainsi que les répétitions de liens vers un même terme.
- Les liens externes sont à placer uniquement dans une section « Liens externes », à la fin de l'article. Ces liens sont à choisir avec parcimonie suivant les règles définies. Si un lien sert de source à l'article, son insertion dans le texte est à faire par les notes de bas de page.
- La présentation des références doit suivre les conventions bibliographiques. Il est recommandé d'utiliser les modèles {{Ouvrage}}, {{Chapitre}}, {{Article}}, {{Lien web}} et/ou {{Bibliographie}}. Le mode d'édition visuel peut mettre en forme automatiquement les références.
- Insérer une infobox (cadre d'informations à droite) n'est pas obligatoire pour parachever la mise en page.

Pour une aide détaillée, merci de consulter Aide:Wikification.
Si vous pensez que ces points ont été résolus, vous pouvez retirer ce bandeau et améliorer la mise en forme d'un autre article.
L'anti-haïtianisme est une idéologie qui repose sur des stratégies et des pratiques politiques qui figent les connotations négatives associées à la négritude et à la nationalité haïtienne. Le politologue Ernesto Sagás définit l'anti-haïtianisme comme étant un ensemble de préjugés, de mythes et de stéréotypes défavorables envers Haïti. Ceux-ci sont socialement reproduits et prédominent au sein de la structure culturelle de la République dominicaine.

## Fondement de l'anti-haïtianisme
Le sentiment anti-haïtianiste ne s’observe pas qu’en République dominicaine. Il est présent autant en Occident que dans la Caraïbe. Cette idéologie trouve son fondement dans la révolution haïtienne dont l’une des batailles charnières fut la Bataille de Vertières.
L'Independance de la première république noire cristallise ce racisme anti-noir dans l’imaginaire colonial, car elle remet en question le statu quo soutenu par le système esclavagiste[réf. nécessaire]. Au XIXe siècle émerge le discours dépeignant la République d'Haïti comme un pays barbare et incapable de s'autogouverner. Cette croyance est perpétuée par une idéologie raciste encore bien vivante. Les politiques en matière d’immigration adoptées par les États-Unis, la France, le Canada, plusieurs pays caraïbéens poursuivent une logique anti-haïtianiste qui  est défavorable à la migration  haïtienne.

## Idéologie raciale coloniale
L'idéologie anti-haïtianiste intègre diverses idées héritées de la mentalité, combinant les théories raciales du XIXe siècle avec le racisme contemporain du XXe, englobant discrimination, stéréotypes, préjugés, et plus encore. Yann Le Bihan affirme que les thèses anthropologiques du XIXe siècle présentaient systématiquement une vision négative des personnes noires. Celles-ci les associaient à la grossièreté, à la sauvagerie et à la laideur négroïdes. Ces idées réunies créent un réseau d'attitudes antihaïtiennes, de stéréotypes raciaux et de fausses représentations historiques. Cette classification des Haïtiens et Haïtiennes en tant que « paria » dans la Caraïbe constitue un moyen de transférer les stéréotypes hérités de l’idéologie raciste afin d’échapper à la stigmatisation. Le politologue Sébastien Nicolas, lui, affirme que la construction du « problème haïtien » dans l’espace caraïbéen trouve son fondement dans des logiques de racialisation.
La racialisation est en soi un outil utile pour comprendre des pratiques d'exclusion. Celle-ci met en évidence comment les éléments liés à la race influent sur la stigmatisation des groupes sociaux. En contexte caraïbéen, les catégorisations raciales persistent dans la régulation des rapports sociaux et sont essentielles à la création du « Nous collectif » dans l'imaginaire caribéen contemporain. On peut comprendre que l’Antillais ou l’Antillaise qui rejette l’« Autre » racialisé (haïtien) le fait afin de créer une distance avec ses origines africaines. La stabilité de son existence ne peut se faire qu’en se distanciant de l’identité de l’« étranger» noir.

## Historique de la relation entre Haïti et la République dominicaine
La relation entre Haïti et la République dominicaine est empreinte de violences surtout en ce qui a trait à la migration. En 2010, la population haïtienne dans ce pays comptait environ 500 000 migrants et migrantes, avec près de 300 000 personnes d'ascendance haïtienne nées sur le territoire dominicain. La détérioration des rapports entre ces pays voit le jour lors de l’unification du territoire dominicain à celui d’Haïti. Le gouvernement haïtien avait jugé bon d’accaparer cette région par peur que la France reconquît Haïti. Dans leur lutte pour l’indépendance, les Dominicains et Dominicaines ont développé des attitudes et des croyances anti-haïtiennes. Ce rejet de l’africanité a eu lieu à travers des mythes sur leur histoire et leur culture afin de s’éloigner de l’identité haïtienne.
Durant la deuxième moitié des années 20, l’idée du blanchiment de la race est mise de l’avant par les intellectuels dominicains, dont Juan Pablo Duarte. L’immigration haïtienne est dénoncée et plusieurs mesures sont prises afin de la réduire. Les compagnies sucrières ont le mot d’ordre de ne pas engager des ouvriers haïtiens, l’expulsion de cette population se fait par milliers jusque dans les années 30. Une autre des mesures entreprises fut la signature des accords sur la délimitation frontalière en 1936. L’expatriation des Haïtiens et Haïtiennes permet la propagation de l’idée que ceux et celles-ci ont comme objectif d’envahir le pays. L’un des moyens jugés puissants pour contrer ce projet est de nationaliser l’espace frontalier et de se construire une nationalité dominicaine différente de celle des Haïtiens et Haïtiennes.

## L'occupation américaine (1915-1934) et le massacre de 1937
L’occupation américaine (1915 à 1934) est l’un des éléments clés de la diffusion du sentiment anti-haïtien en Amérique et dans la Caraïbe. Les soldats américains ont intégré l’obligation d’avoir des papiers d’identité pour pouvoir circuler ou traverser la frontière haïtiano-dominicaine. Afin de distinguer une personne dominicaine d’une personne haïtienne, l’administration américaine intégra différents critères de racialisation de la personne haïtienne. Les facteurs sélectionnés furent l'ethnie, la race, la langue et la couleur de la peau. Ces critères de distinctions ont par la suite été utilisés par les fonctionnaires et les agents frontaliers de l’État dominicain comme modèle de référence.
L’autre évènement charnière qui a poussé l’idéologie anti-haïtianisme de l’avant a eu lieu sous le règne de Trujillo. Sous son mandat, l’idée que l’immigration haïtienne serait une menace était omniprésente. Il utilisait ce « problème » haïtien comme étant la cause du manque de progrès de la République dominicaine. En 1937, Trujillo prit la décision de tuer entre 15 000 à 20 000 personnes d'origine haïtienne afin d’éradiquer des communautés haïtiano-dominicaines à la frontière.  Ce massacre a duré plusieurs mois et a eu un impact négatif sur les relations entre les deux pays.

## L'anti-haïtianisme comme vecteur de stéréotypes et préjugés
Multiples représentations sont associées à la « Perle des Antilles» dont le vaudou et le cannibalisme. Ce portrait fut diffusé par les colons vivant dans la Caraïbe afin de dépeindre cette population comme étant dangereuse et violente. L’anthropologue Maud Laëthier nous dit que les discours et attitudes stigmatisantes envers les Haïtiens et Haïtiennes ne s’observent pas qu’en République dominicaine, mais bien dans la Martinique, la Guadeloupe et la Guyane.
Durant les années 80, la xénophobie et l’anti-haïtianisme sont à son pic en Guyane, car le pays fait face à un sous-développement économique. Les maux du peuple sont attitrés aux migrants et migrantes haïtiennes. Ils et elles sont responsables de l'introduction de maladies endémiques, augmentent la pauvreté et menacent l'avenir culturel.
Les Haïtiens et Haïtiennes émigrant vers les pays caribéens sont souvent stigmatisés en tant que personnes migrantes irrégulières et clandestines. Les documents provenant de l'État haïtien suscitent fréquemment la suspicion, étant immédiatement perçus comme potentiellement falsifiés. Cet étiquetage produit à l’encontre des personnes noires des préjugés qui permettent d’asseoir dans l’imaginaire collectif l’infériorité des individus d’origine haïtienne. À comparer d’une supériorité morale et biologique du pays d’accueil.

## Identification et attributions identitaires
Ce qu’on entend par identifications et attributions identitaires ce sont des critères tels que: avoir des parents haïtiens ou dominicains, la langue maternelle, la couleur de la peau, la profession, l’habillement, etc. Au-delà des critères nationaux, d'autres éléments tels que le genre, l'âge et la classe sociale influent sur les interactions. En République dominicaine, la différence avec Haïti a été opérée à travers la race, la nation et la religion. Les élites dominicaines ont créé une identité nationale qui définissait les Dominicains et Dominicaines comme étant blancs, blanches, catholiques et culturellement hispaniques. Tandis que les Haïtiens et Haïtiennes, eux et elles sont noirs, pratiquent le vaudou et sont culturellement africains et africaines.
La transformation de l'identité nationale dominicaine a entraîné une redéfinition de la population, visant à établir une homogénéité tant sur le plan phénotypique que culturelle. Cela s'est manifesté par l'introduction de la catégorie de couleur de peau « Indio ». Cette identité met de l’avant l'idée que l'appartenance à la nation dominicaine est associée à une identité métisse (Espagnols et Autochtones).
William J. Fielding et al notent que l'hostilité envers les Haïtiens et Haïtiennes aux Bahamas est alimentée par leur exclusion sociale, les stigmatisant comme pauvres, porteurs du VIH, peu éduqués, et bénéficiant de l'aide sociale. En Guadeloupe, la distinction entre les personnes originaires de la Guadeloupe et d'Haïti se manifeste à travers le langage parlé et le langage corporel. Le français des Guadeloupéens et Guadeloupéennes est considéré comme étant « supérieur » à celui des Haïtiens et Haïtiennes. Ces différents types de catégorisation restent imprégnés dans la réalité sociale, car ils sont imbriqués dans les politiques et institutions de ces États.

## Représentation de la couleur de la peau dans la Caraïbe
La peau noire est au cœur de l'idéologie anti-haïtianiste, considérée comme impure et porteuse de maladies. Sébastien Nicolas souligne que cette idéologie repose sur l'idée que, comme à l'époque esclavagiste, les personnes noires seraient inférieures aux personnes blanches. La diabolisation, l’infériorisation et la domination des Haïtiens et Haïtiennes dans la Caraïbe suivent l’optique de la colonialité.
L'utilisation de la couleur de la peau comme critère de distinction souligne l'importance de la nationalité. Maud Laëthier l’observe également en Guyane, notant une hiérarchisation de certains groupes par rapport à d’autres. Les logiques discriminatoires créent une stigmatisation sur le plan social, économique et racial des Haïtiens et Haïtiennes. C’est ce que nous dit également Sébastien Nicolas par rapport à la Guadeloupe et de l’altérisation dont les personnes originaires d’Haïti sont l’objet. Il y a une attraction pour tout ce qui a trait à la blancheur.

## Discrimination sociale raciale et économique des Haïtiens et Haïtiennes
En République dominicaine, ces discriminations multiples s’observent dans la liberté de mobilité qui est accordée aux migrants, migrantes, immigrants, immigrantes et même les personnes d’origine haïtienne qui vivent dans le pays. Dans l’espace frontalier dominicain, on utilise les identifications et attributions identitaires afin de distinguer les Haïtiens du reste de la population. L’implantation de cette marginalisation entraîne une apatridie haïtienne. Cette violence est structurelle et institutionnalisée, car le processus de dénationalisation engendrée par la décision de la Cour suprême (la sentencia) poursuit une stratégie anti-haïtienne.
Aux Bahamas, ce racisme anti-noir s’exécute sensiblement de la même manière qu’en République dominicaine. L’État bahaméen n’accorde pas la citoyenneté. aux enfants nés de parents haïtiens, car ils héritent automatiquement de la nationalité haïtienne. Ces enfants peuvent demander la citoyenneté bahaméenne par naturalisation uniquement à l'âge de dix-huit ans. Cet anti-haïtianisme bahamien peut également s’observer dans les médias et dans les politiques gouvernementales. La relation entre les Bahamiens, Bahamiennes et la population haïtienne est empreinte d’hostilité et d’exclusion en raison de la menace que représentent les Haïtiens et Haïtiennes pour la souveraineté et la stabilité sociale des Bahamas.
Les mêmes observations se font en Guyane en ce qui concerne l’immigration haïtienne au pays. L’obtention des « papiers » n’est pas quelque chose d’acquis, car ces migrants et migrantes sont maintenus dans l’illégalité. Cette exclusion juridique, économique et raciale se maintient à l’aide d’un processus de racialisation et de catégorisation de l’« autre » haïtien.